# کیم بو-رام
کیم بو-رام (انگلیسی: Kim Bo-ram؛ زادهٔ ۹ آوریل ۱۹۷۳) ورزشکار تیراندازی با کمان اهل کره جنوبی است.